# Tecnocampus
TecnoCampus es un centro adscrito en la Universitat Pompeu Fabra, un Parque Empresarial e incubadora de empresas, así como un centro de congresos.
Desde el 2010, se ha ampliado la oferta universitaria del TecnoCampus, con estudios en los ámbitos de la tecnología, las industrias culturales, la empresa y la salud, además de cuatro másteres universitarios y ocho másteres y posgrados propios, todos con el sello de calidad de la Universitat Pompeu Fabra.

## Historia
Su historia se remonta al año 1998, cuando el Ayuntamiento de Mataró,  a partir de iniciativa propuesta por la Escuela Universitaria Politécnica de Mataró, estudia la posible creación de un parque tecnológico, bautizado como TecnoCampus, que impulse y consolide la actividad universitaria y de transferencia de tecnología de la ciudad y su entorno. El proyecto dibujaba las dos Escuelas Universitarias existentes, el centro Cetemsa, y la Incubadora Tecnológica de Instituto Municipal de Promoción Económica de Mataró. 
El proyecto finalmente es impulsado por el gobierno de la ciudad, presidido por el alcalde Manuel Mas, en 1999, apoyándose en la recién creada Fundación Politécnica de Mataró, que más tarde en el año 2000, tomó el nombre del proyecto y pasó a denominarse Fundación Tecnocampus. 
En el año 2010, después de la subrogación de las dos escuelas universitarias con sede en Mataró a la Fundación TecnoCampus y la creación de la Escuela Superior de Ciencias de la Salud, la Fundación se traslada a unas nuevas instalaciones, que fueron inauguradas por la entonces ministra de Ciencia e Innovación, Cristina Garmendia, juntamente con el entonces alcalde de Mataró, Joan Antoni Barón, y la presidenta de la Fundación TecnoCampus, Alícia Romero. 
Hasta el año 2023 el parque constaba de tres centros universitarios, alojados en el edificio TCM1 y en el TCM6, resultado de una ampliación llevada a cabo en 2016:
- Escuela Superior Politécnica del TecnoCampus (adscrita a la UPF[1])
- Escuela Superior de Ciencias Sociales y de la Empresa del TecnoCampus (adscrita a la UPF)
- Escuela Superior de Ciencias de la Salud del TecnoCampus (adscrita a la UPF)

Además, los edificios TCM-2 y TCM-3 constan de una incubadora de empresas, unas 120 empresas en régimen de alquiler de espacios, el centro tecnológico Cetemmsa (integrado en Eurecat), un centro de congresos, y Mataró Audiovisual l. El director general es Josep Lluís Checa desde septiembre de 2018.
En el año 2023, las tres escuelas universitarias se transforman en un centro único.

## Centro Universitario TecnoCampus
El año 2023, las tres escuelas universitarias se transforman en un centro único, el Centro Universitario TecnoCampus, integrado en el parque que gestiona la Fundación TecnoCampus Mataró-Maresme, que ostenta la titularidad. Este centro se estructura en cuatro departamentos, que agrupan los estudios reglados de los varios ámbitos de conocimiento en los cuales el TecnoCampus se ha especializado: industrias culturales, tecnología, empresa y salud.
Este cambio abre el camino a una mayor interrelación entre ámbitos de conocimiento, sinergias en el funcionamiento y un reconocimiento en el sistema universitario catalán del modelo singular del TecnoCampus.